# Eric Zachhuber
Eric Zachhuber (* 27. September 1993) ist ein österreichischer Fußballspieler. Seit 2016 spielt er für den SV Wallern.

## Karriere
Zachhuber begann seine Karriere beim SV Alkoven. 2002 ging er zum FC Pasching, 2007 in die AKA Ried. Im Jänner 2011 kehrte er zum FC Pasching zurück. Im Sommer 2011 wechselte er zum Profiverein SCR Altach. Sein Profidebüt gab er am 25. Spieltag 2011/12 gegen den FC Lustenau 07. 2013 wechselte er wieder nach Oberösterreich, diesmal zum Amateurverein SV Wallern. 2014 wechselte er wieder nach Vorarlberg, diesmal zum Profiverein SC Austria Lustenau. 2015 wechselte er nach Kärnten zum Aufsteiger SK Austria Klagenfurt. Nach dem Zwangsabstieg Klagenfurts in die Regionalliga kehrte er zum Landesligisten SV Wallern zurück.